# Ramonoppia
Ramonoppia är ett släkte av kvalster. Ramonoppia ingår i familjen Oppiidae.
Kladogram enligt Catalogue of Life:
| Ramonoppia | \| \| Ramonoppia aequiseta \| \| \| \| \| \| Ramonoppia amparoae \| \| \| \| |
|            | \| \| Ramonoppia aequiseta \| \| \| \| \| \| Ramonoppia amparoae \| \| \| \| |
|            | Ramonoppia aequiseta                                                         |
|            |                                                                              |
|            | Ramonoppia amparoae                                                          |
|            |                                                                              |